# Arbeitslager

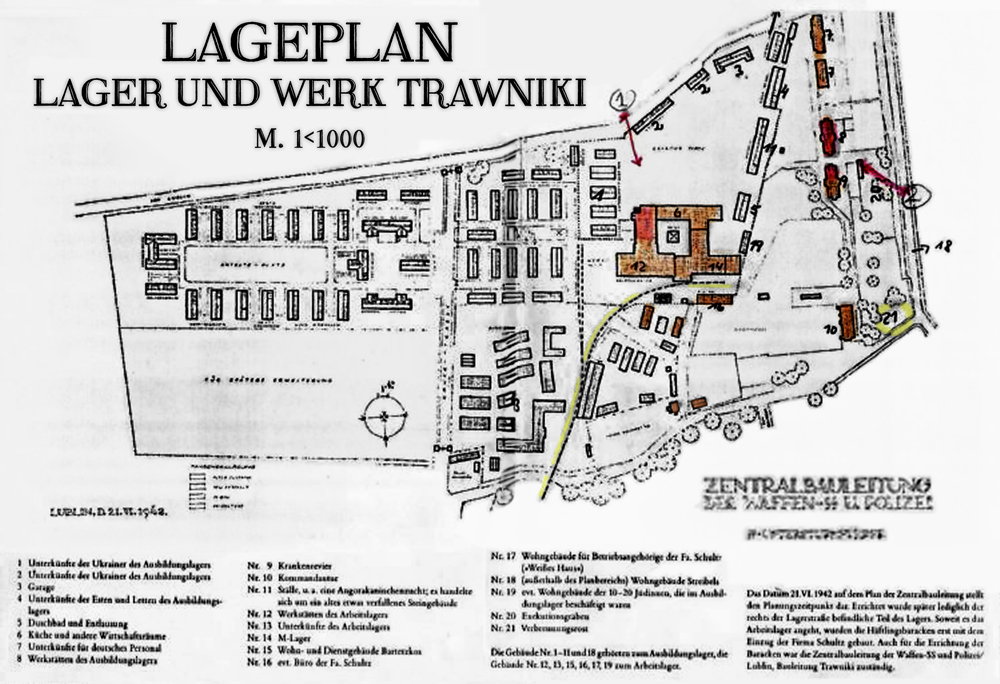
Arbeitslager

Arbeitslager (pol. obóz pracy) – niemieckie obozy pracy przymusowej na rzecz gospodarki III Rzeszy.
Powstawały na ogół najpierw jako komanda zewnętrzne. Stanowiły obozy pracy, najczęściej w przemyśle zbrojeniowym, kamieniołomach i kopalniach, były powiązane z dużymi obozami koncentracyjnymi, np. zespół obozów projektu Riese.